# 智利民主转型
智利民主转型（西班牙語：Transición a la democracia en Chile）是指智利在军事独裁统治后恢复民主的历史时期。该军事独裁始于1973年奥古斯托·皮诺切特将军发动政变，推翻萨尔瓦多·阿连德总统领导的政府，结束于1990年，当时军方被迫将行政权力移交给帕特里西奥·艾尔文总统。艾尔文是在1988年公投和1989年总统选举之后，通过民主方式当选的。
历史学家们对这一时期是否已结束或仍在继续，尚无共识。较为狭义的观点认为该时期仅指1988年—1990年，包括1988年公投、1989年总统选举以及政权交接等关键事件。而较广义的说法则将其延长至更久，涵盖了其他重要事件，例如皮诺切特在伦敦被捕、里卡多·拉戈斯政府期间对1980年宪法的改革、执政者从“共识”联盟向第一届塞巴斯蒂安·皮涅拉政府的更替、双席位制的废除、2020年智利宪法公投，以及2021年制宪会议的选举和成立等。